# Juliusz Mrozowicz
Juliusz Bronisław Mrozowicz (ur. 16 sierpnia 1938 w Jarosławiu, zm. w październiku 2002) – polski inżynier budownictwa. Świadectwo dojrzałości i tytuł technika budowlanego uzyskał w Technikum Budowlanym w Jarosławiu. Absolwent z 1961 Politechniki Wrocławskiej. W 1961 roku podjął pracę w Biurze Projektów Kolejowych we Wrocławiu, potem w latach 1965-1967 pracował w Inspektoracie Budownictwa Rolniczego w Brzegu. W 1968 zatrudniony został jako starszy asystent w Zakładzie Technologii Robót Zmechanizowanych Instytutu Budownictwa Politechniki Wrocławskiej. W 1975 uzyskał stopień doktora nauk technicznych. Rozprawę habilitacyjną obronił w 1983 roku na Wydziale Inżynierii Lądowej Politechniki Warszawskiej. Od 1997 profesor na Wydziale Budownictwa Lądowego i Wodnego. Pochowany został 9 października 2002 na cmentarzu w Krynicznie

## Odznaczenia i wyróżnienia
Za wybitne zasługi w pracy naukowo-dydaktycznej 19 października 1998 odznaczony Krzyżem Kawalerskim Orderu Odrodzenia Polski.
W 1999 otrzymał Medal im. prof. Aleksandra Dyżewskiego.